# Манин, Сергей Евгеньевич
Сергей Евгеньевич Манин (род. 1986) — российский самбист, серебряный призёр чемпионата России по боевому самбо 2011 года (Санкт-Петербург), серебряный призёр чемпионата Европы по самбо 2011 года в Софии, мастер спорта России. Выступал в первой полусредней весовой категории (до 68 кг). Наставником Манина был И. Е. Плаксин.

## Спортивные результаты
- Чемпионат России по боевому самбо 2011 года — ;